# Groupe Normal
 (mai 2022).
 (mai 2022).
Si vous disposez d'ouvrages ou d'articles de référence ou si vous connaissez des sites web de qualité traitant du thème abordé ici, merci de compléter l'article en donnant les références utiles à sa vérifiabilité et en les liant à la section « Notes et références ».
 (mai 2022).
Il peut être nécessaire de l'améliorer pour respecter le principe de neutralité de point de vue. Veuillez consulter la page de discussion pour plus de détails.

Groupe Normal ("Gruppe Normal") est un groupe d'artistes de nationalité allemande ou tchèque, créé en 1979. Le groupe se compose des peintres Peter Angermann, Jan Knap et Milan Kunc, qui s'étaient rencontrés lorsqu'ils étudiaient à l'Académie des Beaux-Arts de Düsseldorf auprès de Joseph Beuys et Gerhard Richter
L'ambition déclarée de ces trois artistes était de dépasser l'individualisme régnant dans le domaine de l'art et, par des projets collectifs, de proposer en contrepoint à « l'avant-gardisme académique », qu'ils considèrent dominant et élitiste, une peinture si possible démystifiée et accessible.

## Expositions
- 1980 : 11e Biennale de Paris, Musée d'Art moderne[1]
- 1980 : Times Square Show, New York
- 1980 : Après le classicisme, Musée d'Art et de l'Industrie, St. Étienne[2]
- 1981 : Rundschau Deutschland, Munich
- 1981 : Gruppe Normal, Neue Galerie / Sammlung Ludwig, Aix-la-Chapelle[3]
- 1984 : « von hier aus » – Deux mois de nouvel art allemand à Düsseldorf[4]
- 1984 : Tiefe Blicke, Hessisches Landesmuseums, Darmstadt[5]
- 2005 : la deuxième Biennale de Prague, Prague[6]
- 2005 : Normal Group,  MACI Museo Arte Contemporanea Isernia, Imperia[7],[8]
- 2007 : Normal Group, Trevi Flash Art Museum, Palazzo Lucarni, Pérouse[9]
- 2015 : Die 80er. Figurative Malerei in der BRD im Städel Museum, Francfort-sur-le-Main[10]
- 2016 : Die Neuen Wilden, Groninger Museum[11]
- 2018 : Libres Figurations au FHEL Landereau[12],[13]